# Cristo de Chiapas
El Glorioso Cristo de Chiapas o Cristo de Copoya es una obra artística monumental representativa de Jesucristo resucitado ante la Ciudad de Tuxtla Gutiérrez, capital del estado mexicano de Chiapas.Cuenta con 64 metros de altura, construidos en una estructura metálica de acero inoxidable. Una de las más grandes del mundo, aunque el primer lugar lo ocupa la cruz del valle de los caídos, en España, con una altura de 152,4 metros de altura.
El monumento se encuentra en el poblado zoque de Copoya, sobre la meseta del mismo nombre, en el Municipio de Tuxtla Gutiérrez, Chiapas, México.
La escultura monumental ha sido proyectada en un área territorial de casi 24,000 m²., que cuenta dentro de su perímetro con Vía Crucis o Camino de la Cruz, áreas verdes (vegetación típica de la región), vistas panorámicas a la ciudad capital, área comercial, área de cafetería y restaurante, capilla, mausoleo con criptas, servicios sanitarios, vestíbulo, estacionamiento para más de 300 automóviles, área exterior de usos múltiples, entre otros.  
La escultura cuenta con una estructura tridimensional ligera, de barras de acero y nodos conectores (con un total de 50 tons.), cimentación de concreto armado (2000 tons. de peso), la Cruz y la figura del Cristo son recubiertas por láminas de acero inoxidable color plata y oro.   
El edificio basamento esta cubierto de muros prefabricados de concreto.  
La Cruz tiene una altura total de 64 m. (incluyendo el edificio basamento).

## Historia
La idea original del Cristo de Chiapas fue concebida por Felipe Aguirre Franco, entonces Obispo de la Diócesis de Tuxtla (actualmente Arquidiócesis), quien el 23 de noviembre de 1997, durante la culminación del Año de Jesucristo y la celebración de la fiesta de Cristo Rey, promovió su intención de edificar un monumento diocesano como un testimonio visible de la fe, digno y accesible para disfrutarlo que se constituyera como un lugar histórico y que identificara a la capital chiapaneca. 
En un principio, se propuso construir un enorme Cristo en la cúspide del Cerro Mactumatzá, montaña emblemática de Tuxtla Gutiérrez; sin embargo, la inviabilidad del terreno, la orografía, las antenas de telecomunicaciones y el hecho de que la zona se encuentra sujeta a conservación ecológica, implicaban un alto costo económico, social y ambiental para su construcción.  
Finalmente, se optó por ubicar el proyecto en la Meseta de Copoya, en una gran planicie a mitad del camino hacia la cúspide del Mactumatzá, toda vez que el terreno ahí si cumplía con las características necesarias. 
A finales de 2001, el Obispo Aguirre Franco propuso que se conformara un patronato que, además de encargarse del proyecto y construcción de la magna obra, tendría entre otros fines la recaudación de fondos y realizar las gestiones de apoyo ante las autoridades locales y miembros de la sociedad civil.  
En el año 2005, siendo Rogelio Cabrera López el Arzobispo de la recién elevada Arquidiócesis de Tuxtla Gutiérrez, entusiasmado, y con el apoyo de la Sra. María Isabel Aguilera de Sabines y el Ing. Mario Narváez David, coordinan los trabajos protocolarios, consistentes en definir el plan maestro, gestiones ante autoridades, permisos, trámites legales (estudio de mecánica de suelos, diseño estructural, instalaciones, drenaje, agua potable, luz, licencia de construcción, evaluación de impacto ambiental, supervisión de obra, dictamen de Protección Civil, etc.), conformar el Patronato, y elegir al escultor.
La Arquidiócesis de Tuxtla Gutiérrez, realizó los trámites de la solicitud de los terrenos ante el Ayuntamiento, siendo Presidente Municipal Juan Sabines Guerrero, quien bajo la aprobación por unanimidad del cabildo, donó en el año 2005 el terreno en el que se erigió la obra.
El 4 de mayo de 2007, con el auspicio de Rogelio Cabrera López, Arzobispo de Tuxtla Gutiérrez, se constituye legalmente el Patronato Cristo de Copoya, A.C., organización sin fines de lucro integrada por dieciséis personas de reconocida calidad moral en la entidad, quedando integrado por la Sra. María Isabel Aguilera Aburto de Sabines, como Presidenta Honoraria; Ing. Mario Narváez David, como Presidente Ejecutivo; y como vocales: José Luis Mendoza Corzo, Obispo Auxiliar; Don Amin Simán Habib, Lic. Rómulo Farrera Escudero, Lic. Donaciano Martínez Anza, C.P. Felipe de Jesús Granda Pastrana, Lic. Mauricio Penagos Malda, Don Mario Casimiro Vega Román, Ing. Franklin Pedrero Gutiérrez, Lic. Fermín Viaña Ramos, Don Francisco José Roque Castillo, Don Saraín Jiménez Sánchez, Sra. Astrid Beatriz Ravelo Arévalo, Lic. Manuel Francisco Antonio Pariente Gavito, y la Sra. Leticia Elena Pineda Manríquez. 
Una vez instalado el patronato, este se dio a la tarea de buscar ya no solo a escultores, sino a arquitectos e ingenieros, para garantizar que el diseño del Cristo fuera viable. De entre las propuestas presentadas, el arquitecto Jaime Latapí López presentó el diseño y propuesta que fue aprobada. 
Los fondos para la construcción, se obtuvieron mediante eventos de recaudación. como boteos, carreras pedestres, cenas, bailes, rifa de autos, redondeos, alcancías en las iglesias y centros comerciales, donativos, venta de artículos publicitarios con la imagen del Cristo de Chiapas, etc. Haciéndose una gran campaña publicitaria en radio y televisión local, nacional e internacional. 
El 6 de diciembre de 2011, ante los ojos del mundo, se lleva a cabo la inauguración oficial del Glorioso Cristo de Chiapas, presidiendo el evento el entonces Gobernador de Chiapas, Juan Sabines Guerrero; el Arzobispo de Tuxtla Gutiérrez, Rogelio Cabrera López; así como el Patronato del Cristo de Copoya, A.C. Contando entre los invitados a autoridades estatales y municipales, miembros de la Iglesia católica y de la comunidad de Copoya.

## El Diseñador
El diseño es del arquitecto mexicano Jaime Latapí López.
El arquitecto Jaime Latapí López, encargado de la obra del Cristo de Chiapas, comentó en una conferencia de prensa, que veía como una enorme oportunidad el poder estar frente a los medios y exponer los conceptos que dieron origen al monumental Cristo de Chiapas.
Compartió que cuando él recibió la invitación para elaborar una propuesta lo tomó como un reto personal. Expuso que hace más de 50 años realizó algunos dibujos, óleos y pequeñas esculturas relacionadas con Cristo ya que el haber estudiado en una escuela Jesuita y además, el tema de la pasión de Cristo y el Cristo glorioso le llamaban mucho la atención.
Además agregó que para la elaboración de un Cristo es necesario proceder de una evaluación, de un análisis de ciertos conceptos que posean una naturaleza de índole cultural, religioso, etc., y que esto se expresa de alguna manera.
Cuando recibió la solicitud del patronato para elaborar una propuesta, le aclararon que tenía que ser algo de actualidad, muy innovadora, factible de construir a mediano plazo, que fuera de un bajo mantenimiento y que reuniera las condiciones de seguridad estructural, que garantizara la estabilidad frente a sismos y vientos, además, que pudiera ser distinguido desde la ciudad de Tuxtla Gutiérrez y que no sacara de contexto al pueblo de Copoya y también le dijeron que, en cuanto al diseño no fuera muy complicado de modo que pudiera ser representado en distintas formas.
Dio a conocer los aspectos que envuelven esta magna obra. Por un lado, El Cristo; y un punto fundamental fue el aspecto escultórico y artístico “pretendemos que sea una obra del Siglo XXI, totalmente innovadora” dijo, lo que se verá será una silueta. Además, el Cristo será realizado con acero.
Desde el punto de vista religioso, el Cristo será un signo muy importante porque se ha logrado mostrar a un Cristo Resucitado. Dijo también que se están manejando dos momentos de la vida de Jesucristo, el primero su crucifixión y el segundo su Resurrección. Lo que veremos en el fondo será “un Cristo que está y no está” como expresó con sus propias palabras y que es un Cristo Glorioso que bendice a todo el pueblo de Chiapas. Es también un Cristo sacerdotal porque está vestido. Será un Cristo de luz porque la luz pasará del sur hacia el norte y hará que se note un perfil dorado y los rayos llegarán hasta la ciudad. Comentó que también está dispuesto que sea un Cristo universal, de unidad entre todos los cristianos.
Dijo que en un concepto constructivo el Cristo tendría como parte del material de elaboración el acero y el aluminio, que son parte de las nuevas tecnologías. Aclaró que el acero, difícilmente requiere mantenimiento, con esto se busca tener una imagen de Cristo que dure por mucho tiempo. El acero tubular lo hace muy ligero. Añadió que la iluminación es también un concepto innovador y que se han diseñado lámparas específicamente para este monumento. Los colores de los bordes van a ir acorde con el calendario litúrgico. Dejó en claro que este tipo de iluminación consume poca energía.
En cuanto a la estabilidad, mencionó que se realizaron estrictos estudios de mecánica de suelo por los mejores ingenieros del país. Esto pues garantiza, según dijo, que esta obra no tendrá problemas futuros de hundimientos ni nada por el estilo.
Habló del aspecto ecológico que también fue considerado en esta obra. Anotó que se han tomado medidas para proteger los ecosistemas que rodean al Cristo de Copoya.
En cuanto al basamento, dijo que la forma piramidal responde a la intención de dar a conocer parte de la historia prehispánica y especialmente de la mezcla que hubo entre los españoles y nuestras culturas. Mencionó que en ese edificio de zona piramidal habrá espacios para zonas comerciales, lugares de descanso, de culto.
En cuanto al santuario, comentó que es un conjunto cívico, social y religioso y espera ser un punto de atracción turística muy importante. Y anotó “el Cristo de Chiapas va a ayudar a ubicar a Chiapas, a Tuxtla y a Copoya en el mapa”. 
Pidió a todos a unir esfuerzos para lograr que este Cristo sea realmente para beneficio de todos, diciendo además que esto es una buena manera de agradecer a Cristo por todo lo que ha dado, a los que habitamos este estado, en sus bellezas naturales.

## Galería de Imágenes
|                                                                        |
| Cristo de Copoya visto desde el norte de Tuxtla Gutiérrez al amanecer. |

|                                                         |
| Cristo de Copoya visto desde el sur de Tuxtla Gutiérrez |

|                                     |
| Cristo de Chiapas en blanco y negro |

## Video Inauguración e Informativo
- https://www.youtube.com/watch?v=iTlKHaPaOZA

## Videos Relacionados
- https://www.youtube.com/watch?v=qHuq1eZYlr4

- https://www.youtube.com/watch?v=_IlYA5lWfxk

- https://www.youtube.com/watch?v=40poxj7-IY4

- https://www.youtube.com/watch?v=qHuq1eZYlr4